# Marcos Giralt Torrente
Marcos Giralt Torrente (Madrid, 1968) es un escritor y crítico literario español.

## Biografía
Nace en Madrid en 1968 en una familia de artistas (es hijo del pintor Juan Giralt, nieto del escritor Gonzalo Torrente Ballester y sobrino del también escritor Gonzalo Torrente Malvido). Se licenció en Filosofía en la Universidad Autónoma de Madrid. Su primer libro fue el volumen de relatos Entiéndame (Editorial Anagrama, 1995), pero la celebridad no le llegó hasta 1999, cuando ganó el Premio Herralde de Novela con su novela París. En 2011 ganó el Premio Nacional de Narrativa con su novela Tiempo de vida, en la que narra la relación con su padre hasta la muerte de éste.
Ha sido escritor residente en la Academia Española en Roma, en la Universidad de Aberdeen, en el Künstlerhaus Schloss Wiepersdorf, en la Maison des Écrivains Etrangers et des Traducteurs de Saint Nazaire y en la Santa Maddalena Foundation. También participó en el Artists-in-Residence de Berlín en 2002. Es miembro de la Orden del Finnegans. En 1995 comenzó a colaborar con el periódico El País, donde fue crítico literario del suplemento Babelia hasta 2010. Sus obras han sido traducidas, entre otras lenguas,  al inglés, alemán, francés, italiano y portugués.

## Obra
Libros de relatos
- Entiéndame (1995, Anagrama)
- Nada sucede solo (1999, Ediciones del Bronce)
- Cuentos vagos (2010, Alfabia)
- El final del amor (2011, Páginas de Espuma)
- Mudar de piel (2018, Anagrama)

Novelas
- París (1999, Anagrama)
- Los seres felices (2005, Anagrama)
- Tiempo de vida (2010, Anagrama)
- Los ilusionistas (2025, Anagrama)

Crónica, ensayo
- Algún día seré recuerdo (2023, Anagrama)

## Premios
- 1999 - Premio Herralde de Novela, por París.
- 1999 - Premio Modest Furest i Roca, por Nada sucede solo.
- 2011 - Premio Internacional de Narrativa Breve Ribera del Duero, por El final del amor.
- 2011 - Premio Nacional de Narrativa,[2] por Tiempo de vida.
- 2014 - Premio Strega Europeo, por la traducción italiana de Tiempo de vida.

| Predecesor: Javier Sáez de Ibarra | Premio Internacional de Narrativa Breve Ribera del Duero 2011 | Sucesora: Guadalupe Nettel |